# Ahnenerbe

Ahnenerbes emblem

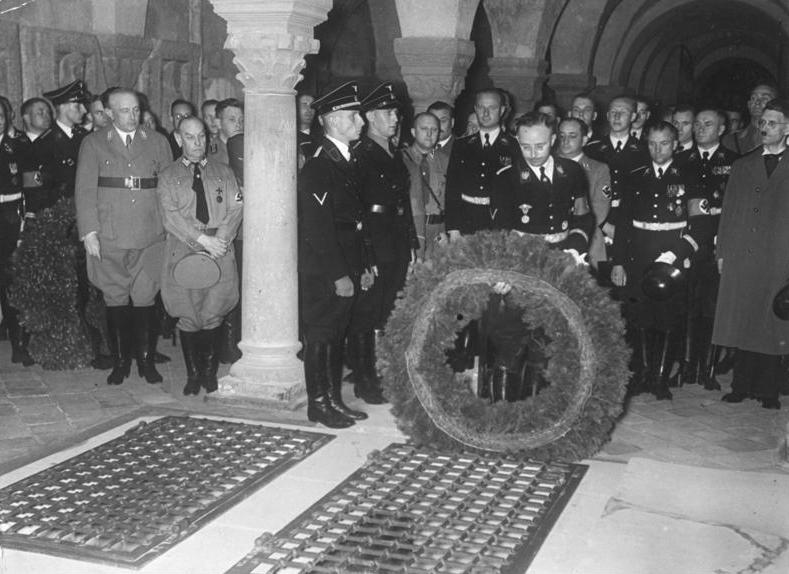
"Heinrichsfeier" år 1938: Heinrich Himmler lägger en krans på kejsaren Henrik I:s grav i stiftskyrkan i Quedlinburg.

Ahnenerbe (tyska Förfädernas arv), fullständigt namn Forschungsgemeinschaft Deutsches Ahnenerbe e.V., var en nationalsocialistisk forskningsstiftelse, grundad av Reichsführer-SS Heinrich Himmler, Hermann Wirth och Walter Darré den 1 juli 1935. Ahnenerbe var en organisatorisk del av SS, och dess syfte var antropologisk och kulturell forskning om de germanska folkens ursprung. I verkligheten sysslade organisationen med att nyproducera myter och att ta fram skräddarsydda bevis för Adolf Hitlers rasistiska idéer. År 1939 hade Ahnenerbe 137 tyska forskare och vetenskapsmän på lönelistan och avlönade ytterligare 82 hjälparbetare, filmare, fotografer, konstnärer, skulptörer, bibliotekarier, laboratorietekniker, kamrerer och sekreterare.
Efter andra världskrigets utbrott 1939 utförde medlemmar av Ahnenerbe plundring av utvalda museiföremål inom erövrade territorier. Dessa föremål transporterades till Tyskland.
Forskningen bedrevs först i en slottsliknande villa i Dahlem i Berlin, tidigare ägd av en judisk familj. Sommaren 1943 flyttade verksamheten ut från Berlin, bland annat till den lilla orten Waischenfeld i norra Bayern. Ahnenerbe största avdelning, Sven Hedin Reichsinstitut für Innerasienforschung (Sven Hedins Riksinstitut för forskning kring inre Asien), flyttade 1943 till Schloss Mittersill i närheten till Salzburg. På slottet Wewelsburg i östra Nordrhein-Westfalen hade SS ett utbildningscentrum för officerare, med ett museum ordnat av Ahnenerbe.
Expeditioner för att dokumentera hällristningar organiserades bland annat till Bohuslän i Sverige. Under expeditionerna gjordes bland annat avgjutningar av hällristningar i syfte att bevisa att tyskarna härstammade från Atlantis. Ristningarna skadades i processen av att man använde stålborste för att rengöra dem.